# 山内豊道
山内 豊道（やまうち とよみち、寛政7年（1795年） - 文久2年8月12日（1862年9月5日））は、土佐藩主山内豊策の三男で、東邸山内家の初代当主。娘に山内豊賢正室。養子に藩主山内豊資の四男でのちに兄の死により藩主となる山内豊惇と、山内豊著の七男で山内容堂の弟の山内豊誉。
文政8年（1825年）、藩校教授館（こうじゅかん）総宰となる。日根野弘亨を学頭とし、学制を改革をした。文久2年に68歳で没す。東邸山内家は、豊惇の子の豊廉が継いだ。